# Dehn-invariant
In de meetkunde is de Dehn-invariant een waarde die wordt gebruikt om te bepalen of een veelvlak in stukken kan worden gesneden en opnieuw in elkaar kan worden gezet ("ontleed") in een ander. Ook kan het bepalen of een veelvlak of zijn dissecties de ruimte kunnen betegelen. Het is vernoemd naar Max Dehn, die het gebruikte om Hilberts derde probleem op te lossen door te bewijzen dat niet alle veelvlakken met een gelijk volume in elkaar konden worden ontleed.
Twee veelvlakken hebben een dissectie in veelvlakkige stukken die weer in elkaar kunnen worden gezet, als en slechts als hun volumes en Dehn-invarianten gelijk zijn. Het hebben van een Dehn-invariant gelijk aan nul is een noodzakelijke (maar niet voldoende) voorwaarde om een ruimtevullend veelvlak te zijn. Omgekeerd kan een veelvlak worden opgedeeld en opnieuw in elkaar worden gezet tot een ruimtevullend veelvlak als en slechts als de Dehn-invariant nul is. De Dehn-invariant van een zelfdoorsnijdingsvrij flexibel veelvlak is invariant terwijl het buigt. Dehn-invarianten zijn ook een invariant voor dissecties in hogere dimensies. Met het volume is het een volledige invariant in het geval van vier dimensies.
De Dehn-invariant is nul voor de kubus, maar niet nul voor de andere platonische lichamen, wat impliceert dat de andere lichamen de ruimte niet kunnen betegelen en dat ze niet in een kubus kunnen worden ontleed. Alle Archimedische lichamen hebben Dehn-invarianten die rationele combinaties zijn van de invarianten voor de Platonische lichamen. In het bijzonder betegelt de afgeknotte octaëder ook de ruimte. Het heeft een Dhen-invariant gelijk aan nul, net als de kubus.
De Dehn-invarianten van veelvlakken zijn geen getallen. In plaats daarvan zijn het elementen van een oneindig-dimensionale tensorruimte. Soortgelijke invarianten kunnen ook worden gedefinieerd voor sommige andere dissectiepuzzels, waaronder het probleem van het in elkaar ontleden van rechtlijnige polygonen door parallelle sneden en translaties.

## Achtergrond en geschiedenis

Dissectie van een vierkante en gelijkzijdige driehoek in elkaar. Een dergelijke dissectie bestaat niet voor de kubus en de regelmatige tetraëder.

In het geval van twee dimensies stelt de stelling van Wallace-Bolyai-Gerwien uit het begin van de 19e eeuw dat twee polygonen met een gelijke oppervlakte in veelhoekige stukken kunnen worden opgedeeld en weer in elkaar kunnen worden gezet. Aan het einde van de 19e eeuw raakte Hilbert geïnteresseerd in dit resultaat. Hij gebruikte het als een manier om het gebied van tweedimensionale veelhoeken te axiomatiseren, in verband met Hilberts axioma's voor de Euclidische meetkunde. Dit maakte deel uit van Hilbert's programma om de grondslagen van de meetkunde rigoureuzer te maken, door expliciet begrippen als gebied rigoureuzer te behandelen, waar de Elementen van Euclides intuïtiever mee omgingen. Uiteraard riep dit de vraag op of een soortgelijke axiomatische behandeling zou kunnen worden uitgebreid tot vaste geometrie.
Op het Internationale Congres voor Wiskundigen van 1900 formuleerde Hilbert de problemen van Hilbert. Een daarvan, het derde probleem van Hilbert, ging in op deze vraag over de axiomatisering van het vaste volume. Hilberts derde probleem vroeg of elke twee veelvlakken met gelijke volumes altijd in veelvlakkige stukken kunnen worden gesneden en weer in elkaar kunnen worden gezet. Als dit het geval zou zijn, zou het volume van elk veelvlak axiomatisch kunnen worden gedefinieerd als het volume van een equivalente kubus waarin het opnieuw zou kunnen worden samengevoegd. Het antwoord bleek echter negatief: niet alle veelvlakken kunnen in kubussen worden ontleed.
In tegenstelling tot sommige andere Hilbertproblemen kwam het antwoord op het derde probleem snel. Raoul Bricard had het in 1896 al als stelling geclaimd, maar met een bewijs dat onvolledig bleek te zijn. Hilberts leerling Max Dehn vond in zijn habilitatiescriptie uit 1900 de Dehn-invariant uit om dit probleem op te lossen. Dehn bewees dat, om weer in elkaar te worden gezet, twee veelvlakken van gelijk volume ook een gelijke Dehn-invariant moesten hebben. Hij vond echter twee tetraëders van gelijk volume waarvan de Dehn-invarianten verschilden. Dit gaf een negatieve oplossing voor het probleem. Dehn formuleerde zijn invariant anders dan de moderne benadering. De moderne benadering van de Dehn-invariant omschrijft het als een waarde in een tensorproduct, in navolging van Jessen (1968).

## Toepassingen
De Dehn-invariant beperkt het vermogen van een veelvlak om ruimte te betegelen. Elke ruimtevullende tegel heeft een Dehn-invariante nul, net als de kubus. Voor veelvlakken zou deze tegelruimte periodiek volgen door de periodiciteit van de tegels te gebruiken om de tegel te snijden en te herschikken in een parallellepipedum met dezelfde periodiciteit, maar dit resultaat geldt ook voor aperiodieke tegels zoals het Schmitt-Conway-Danzer biprisma. Het omgekeerde hiervan is niet waar: er bestaan veelvlakken met een Dehn-invariante nul die de ruimte niet bedekken. Deze kunnen echter altijd worden ontleed in een andere vorm (de kubus) die de ruimte betegelt. De afgeknotte icosidodecaëder is een voorbeeld.
Het resultaat van Dehn blijft geldig voor de sferische meetkunde en de hyperbolische meetkunde. In beide meetkundes moeten twee veelvlakken die kunnen worden gesneden en opnieuw in elkaar worden gezet, dezelfde Dehn-invariant hebben.
Meer in het algemeen geldt dat als een combinatie van veelvlakken gezamenlijk de ruimte bestrijkt, de som van hun Dehn-invarianten (in dezelfde verhouding genomen) nul moet zijn. De tetraëdrische-octaëdrische honingraat is bijvoorbeeld een betegeling van de ruimte door tetraëders en octaëders (met tweemaal zoveel tetraëders als octaëders). Dit komt overeen met het feit dat de som van de Dehn-invarianten van een octaëder en twee tetraëders (met dezelfde zijlengtes ) nul is.